# Sasa qingyuanensis
Sasa qingyuanensis är en gräsart som först beskrevs av Cheng Hua Hu, och fick sitt nu gällande namn av Cheng Hua Hu. Sasa qingyuanensis ingår i släktet sasabambu, och familjen gräs. Inga underarter finns listade i Catalogue of Life.